# Allmänna svenska prästföreningen
Allmänna svenska prästföreningen (ASP) var en intresseorganisation för präster i Svenska kyrkan. Den bildades i september 1903 i anslutning till den åttonde allmänna svenska lutherska prästkonferensen. Den uppgick 1954 i Svenska Prästförbundet.
Redan 1897 hade behovet av en rikssamling för präster och någon form av tydligare central kyrkoledning lyfts fram i den kyrkliga pressen. Mot denna bakgrund tog personer med kopplingar till teologiska fakulteten vid  Lunds universitet, bland andra Otto Ahnfelt och Matheus Lundborg initiativ i frågan. Den som vid mötet i Stockholm blev talesman för bildandet var kontraktsprosten Johan Lindstedt. Redan året innan hade en motsvarande allmän prästförening bildats i Norge.
Föreningen var ursprungligen inte någon fackförening i modern mening. Det var istället en korporation på professionens grund, en typisk organisationsform för sin tid.
Förutom genom sin centralstyrelse kom föreningens verksamhet att bedrivas genom dess ungdomsvårdsstyrelse (1904) med Olof Holmström som primus motor och dess sociala utskott (1907) .
Denna uppdelning av verksamheten i en del för ungdomsvård (senare allmän församlingsvård) och socialetik pekar på föreningens organisatoriska bakgrund i Olof Holmströms praktisk-teologiskt motiverade folkkyrkoprogram. ASP:s verksamhet inom ungdomsvårdens och socialetikens område var en förelöpare till den 1910 bildade Diakonistyrelsen i Svenska kyrkan.

## Ordförande
- 1903– Otto Ahnfelt
- 1907– Ludvig Lindberg
- –1947 Gustaf Ljunggren
- 1947– Torsten Ysander